# Arrondissement de Notto
Das Arrondissement de Notto ist eines von den drei Arrondissements, in die das Département Thiès als Teil der Region Thiès gegliedert ist. Das Arrondissement umfasst zwei Gemeinden (Communes). Die Präfektur des Arrondissements liegt in Notto.

## Geografie
Das Arrondissement umfasst den Süden des Départements und hat eine Fläche von 513,10 km².

## Bevölkerung
Die letzte Volkszählung ergab für das Arrondissement folgende Einwohnerzahlen:
| Commune        | Fläche km² | Einwohner 2023 |
| Notto          | 244,40     | 55.967         |
| Tassette       | 268,70     | 26.894         |
| Arrondissement | 513,10     | 82.861         |